# Pallavolo al XVII Festival olimpico estivo della gioventù europea
Le competizioni di pallavolo al XVII Festival olimpico estivo della gioventù europea si sono svolte dal 24 al 29 luglio 2023 a Maribor, in Slovenia

## Podi
| Evento                         | Oro      | Argento  | Bronzo      |
| Pallavolo maschile (dettagli)  | Francia  | Italia   | Rep. Ceca   |
| Pallavolo femminile (dettagli) | Slovenia | Germania | Paesi Bassi |